# Pelo terminal

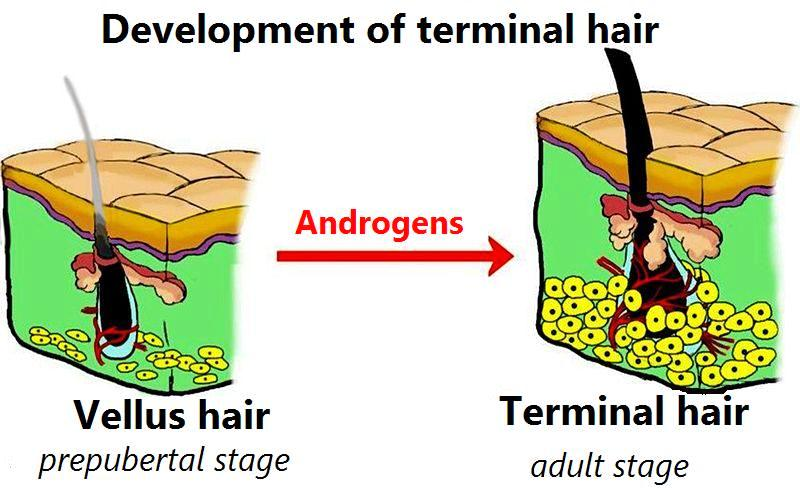
Comparação de penugem (à esquerda) ao pelo terminal (à direita) em humanos. Observe a presença de tecido subcutâneo no pelo terminal mais espesso.

Os pelos terminais são grossos, longos e escuros, em comparação com a penugem. Durante a puberdade, o aumento nos níveis de hormônios androgênicos faz com que a penugem seja substituída por pelos terminais em certas partes do corpo humano. Estas partes terão diferentes níveis de sensibilidade aos andrógenos, principalmente da família da testosterona.
A área pubiana é particularmente sensível a esses hormônios, assim como as axilas que desenvolvem os pelos axilares. Pelos pubianos e axilares se desenvolverão tanto em homens quanto em mulheres, na medida em que tal pelo se qualifica como uma característica sexual secundária, embora os homens desenvolvam pelos terminais em mais áreas. Isso inclui pelos faciais, pelos no peito, pelos abdominais, pelos nas pernas e nos braços e pelos nos pés. Por outro lado, pode-se esperar que as mulheres retenham mais da penugem.